# Tamal (König)
Tamal war ein König der Blemmyer, der im späten vierten oder frühen fünften Jahrhundert in Unternubien regierte.
Tamal ist bisher von drei kurzen griechischen Inschriften bekannt, die sich am Tempel von Kalabscha befinden. Die Inschriften sind nur schwer verständlich, doch geht es in ihnen anscheinend um Landschenkungen an hohe Personen. In einen der Inschriften wird ein Hohepriester genannt, was belegt, das zu dieser Zeit der heidnische Tempelbetrieb in Kalabscha noch funktionierte.